# Elzira Dantas Machado
Elzira Dantas Gonçalves Pereira Machado (Rio de Janeiro, 15 de dezembro de 1865 – Porto, 22 de abril de 1942) foi uma activista republicana, feminista, sócia da Liga Republicana das Mulheres Portuguesas e da Associação de Propaganda Feminista, presidente do movimento de beneficência Cruzada das Mulheres Portuguesas, e esposa do ex-Presidente da República Portuguesa Bernardino Machado, sendo Primeira-dama de Portugal entre 1915 a 1917, e novamente entre 1925 a 1926.

## Biografia

#### Primeiros Anos de Vida
Nascida a 15 de Dezembro de 1865, no Rio de Janeiro, Brasil, Elzira Dantas Gonçalves Pereira era filha de Miguel Dantas Gonçalves Pereira, um alto burguês e conselheiro, natural de Formariz, Paredes de Coura, que havia emigrado para o Brasil, em 1860, e de Bernardina Maria da Silva Gonçalves Pereira, proveniente de famílias abastadas, descendente de portugueses, natural do Rio de Janeiro, Brasil. Elzira seria a única filha deste casamento, ao se tornar orfã de mãe com apenas seis anos. Nesse mesmo ano, viajou com o seu pai para Portugal, onde foi criada num ambiente desafogado e culto, recebendo uma educação esmerada, a cargo de preceptoras estrangeiras, como era hábito nas famílias mais abastadas da época.

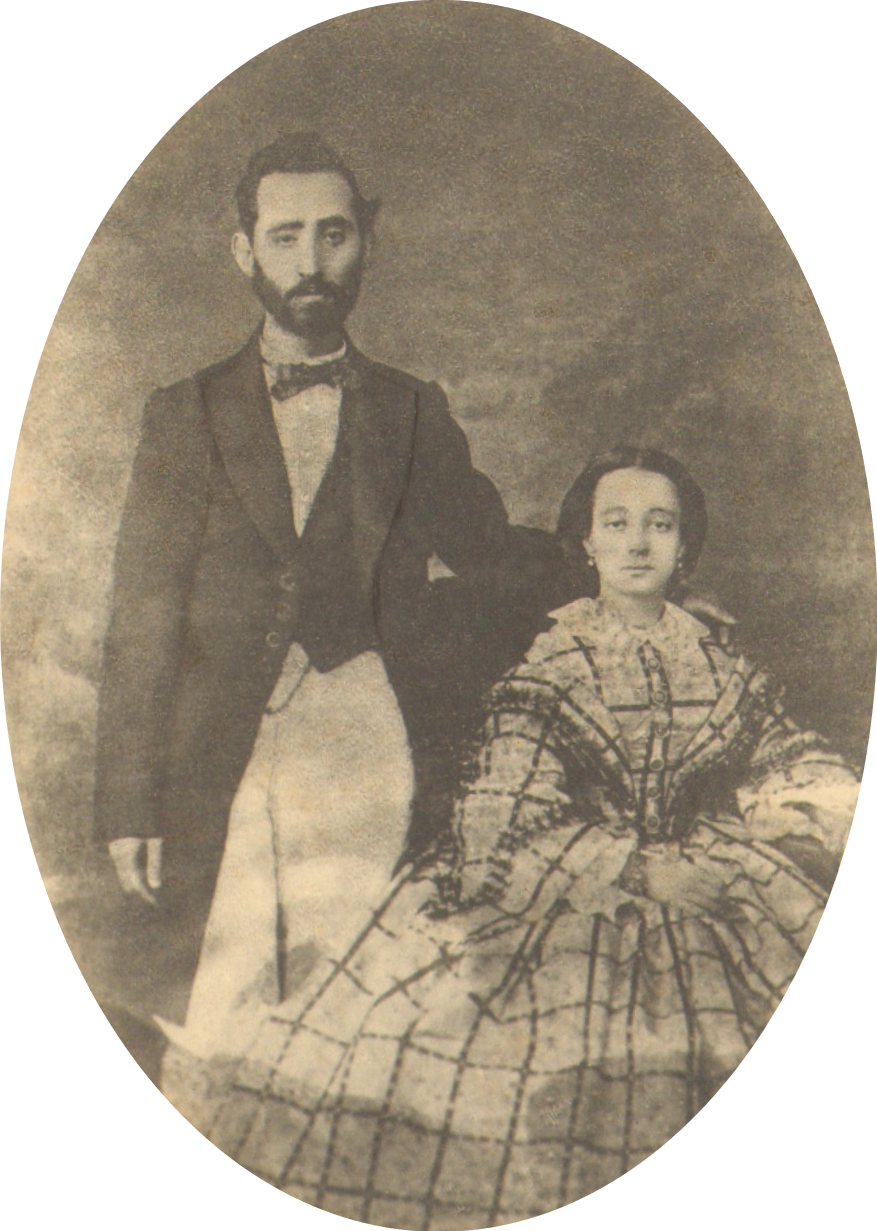
Miguel Dantas Gonçalves Pereira e Bernardina Maria da Silva Gonçalves Pereira, pais de Elzira Dantas Machado (1860)

Crescendo durante o período da Regeneração, em menina recebeu uma educação de acordo com a mentalidade da época, em consonância com a ideologia do progresso económico e de utilidade social, focando-se não só no seu futuro papel como esposa e mãe, tal como as jovens de então, como também nos estudos de várias disciplinas, como filosofia, política, francês, música e história, que dominou com grande intelecto. Viajou pela Europa e América do Sul, tendo-se relacionado e correspondido com numerosas personalidades, entre as quais várias escritoras feministas portuguesas, espanholas e francesas, que a sensibilizaram para a emancipação feminina e outras causas. Destacam-se Alice Pestana, Ana de Castro Osório e Carmen de Burgos, com quem manteve uma grande ligação intelectual e de amizade ao longo dos anos.
A 19 de Janeiro de 1882, na freguesia de Cedofeita, Porto, com apenas 17 anos, Elzira casou com Bernardino Luís Machado Guimarães, na altura professor universitário em Coimbra, também ele nascido no Rio de Janeiro, Brasil, e filho de António Luís Machado Guimarães, primeiro Barão de Joane. Juntos, teriam 17 filhos, três dos quais falecidos ainda crianças. De Beatriz de Jesus Franco (Sé Nova, Coimbra, 2 de janeiro de 1862 – Leiria, 1933), o seu marido Bernardino Machado teve mais duas filhas: Maria Manuela Machado Guimarães (Sé Nova, Coimbra, 19 de janeiro de 1881 – Porto, 12 de setembro de 1967), perfilhada em 1882 após o seu casamento e de quem Elzira foi madrinha de casamento; e Beatriz Maria Franco Machado (Leiria, 13 de outubro de 1902 – Leiria, 16 de junho de 1978), perfilhada apenas em 1942, após a morte de Elzira Dantas. Entre os seus descendentes, viriam a destacar-se o seu neto Aquilino Ribeiro Machado (1930-2012), escritor e rimeiro presidente da Câmara Municipal de Lisboa democraticamente eleito após o 25 de Abril, e o seu bisneto Júlio Machado Vaz (1949-presente), investigador, professor, psiquiatra e sexólogo. 

#### Activismo Republicano e Feminismo

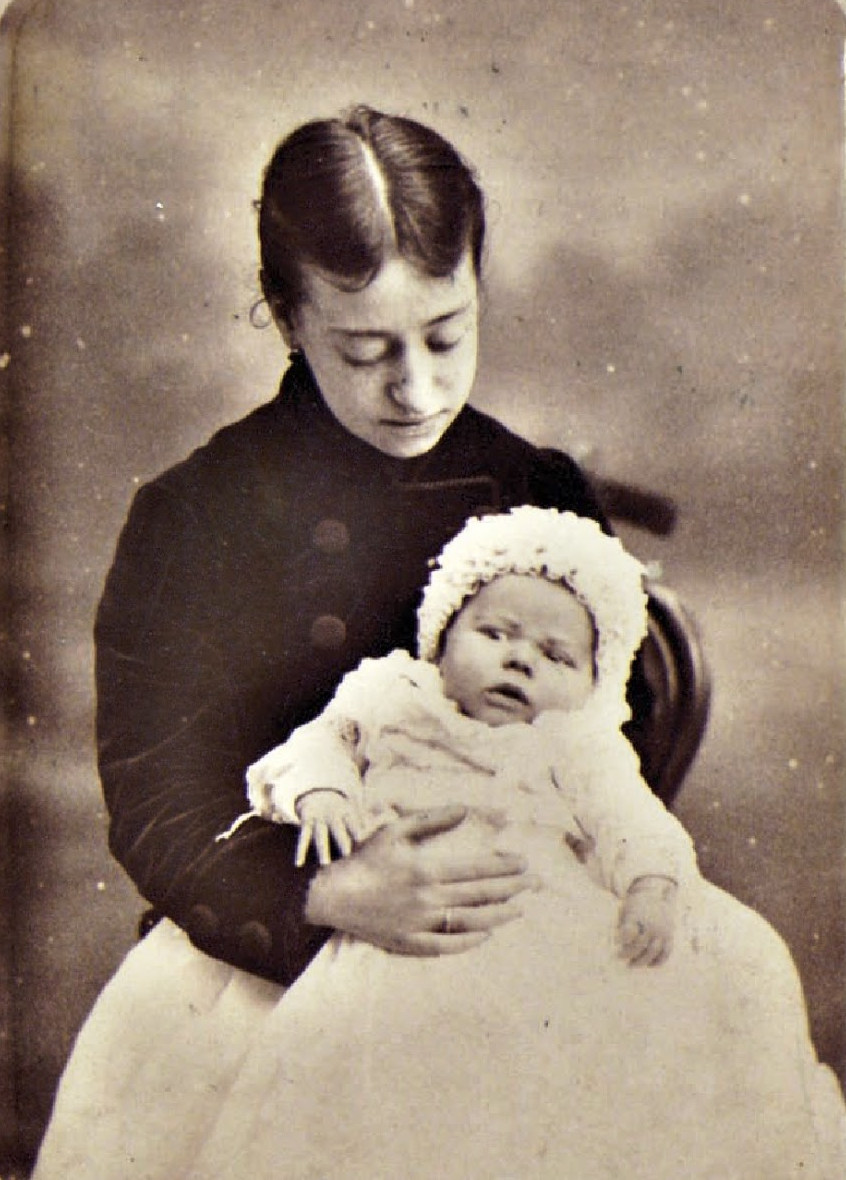
Elzira Dantas Machado com o seu primeiro filho António (1883)

A união com Bernardino Machado viria a abrir portas a um novo mundo, possibilitando a Elzira contactar e conviver com outras importantes figuras masculinas ligadas à causa republicana em Portugal.

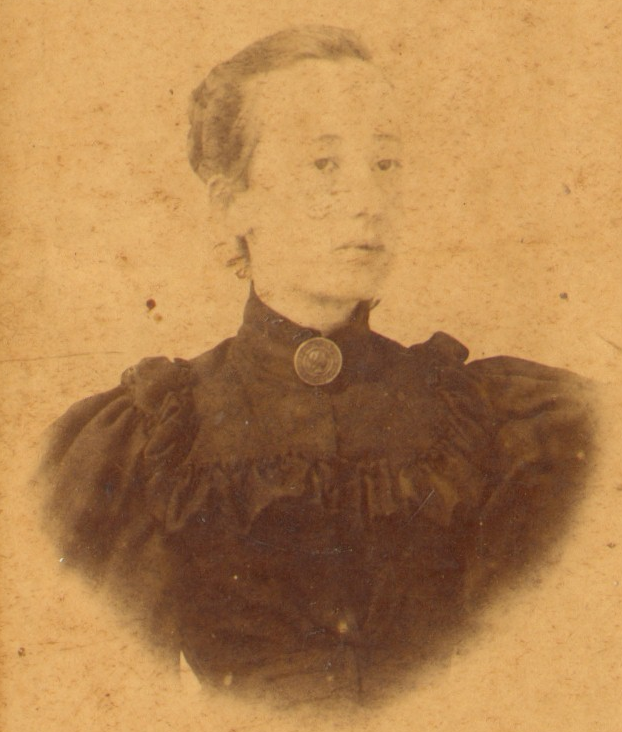
Retrato de Elzira Dantas Machado (1895)

Reforçando a sua convicção nos ensinamentos feministas, e a residir em Lisboa, em 1909, começou a colaborar activamente na Liga Republicana das Mulheres Portuguesas, juntamente com a sua amiga, escritora e jornalista Ana de Castro Osório, as médicas Carolina Beatriz Ângelo e Adelaide Cabete e a professora e espiritualista Maria Veleda, com o objectivo de divulgar os princípios democráticos, ideais republicanos e as causas feministas à sociedade portuguesa, tais como o direito ao voto, a importância da autonomia económica da mulher em caso de viuvez ou abandono, a criação de uma legislação que protegesse as operárias e o ensino primário acessível a todos, de modo a lutar contra a iliteracia em Portugal.
Dois anos mais tarde, já na Primeira República, e com a demissão da presidente da organização Ana de Castro Osório, devido a divergências com Maria Veleda, nomeadamente sobre a proposta apresentada ao Governo sobre o Código Eleitoral e o sufrágio feminino, Elzira Dantas Machado abandonou a organização e juntou-se à recém criada Associação de Propaganda Feminista, da qual se tornou presidente em 1916. Para além destas organizações, colaborou ativamente na Caixa de Auxílio aos Estudantes Pobres do Sexo Feminino (1912), no Lactário da Paróquia de São José, em Lisboa, na iniciativa Obra Maternal, na sociedade editora do jornal A Semeadora, e foi eleita presidente da Empresa de Propaganda Feminista e Defesa dos Direitos da Mulher.
Em 1912, partiu para o Rio de Janeiro, com os seus filhos e marido, então a desempenhar as funções de Ministro de Portugal (nome dado à época aos embaixadores), voltando dois anos depois a Portugal, quando este decidiu candidatar-se à presidência da República.

Em 1915, Bernardino Machado foi eleito o 3º Presidente da República Portuguesa, e por associação Elzira Dantas Machado tornou-se Primeira-dama de Portugal. Durante esse período, continuou a trabalhar com o mesmo dinamismo, empenho e devoção nas suas causas sociais e políticas, dando, pela primeira vez em Portugal, visibilidade ao papel de Primeira-dama na sociedade portuguesa.

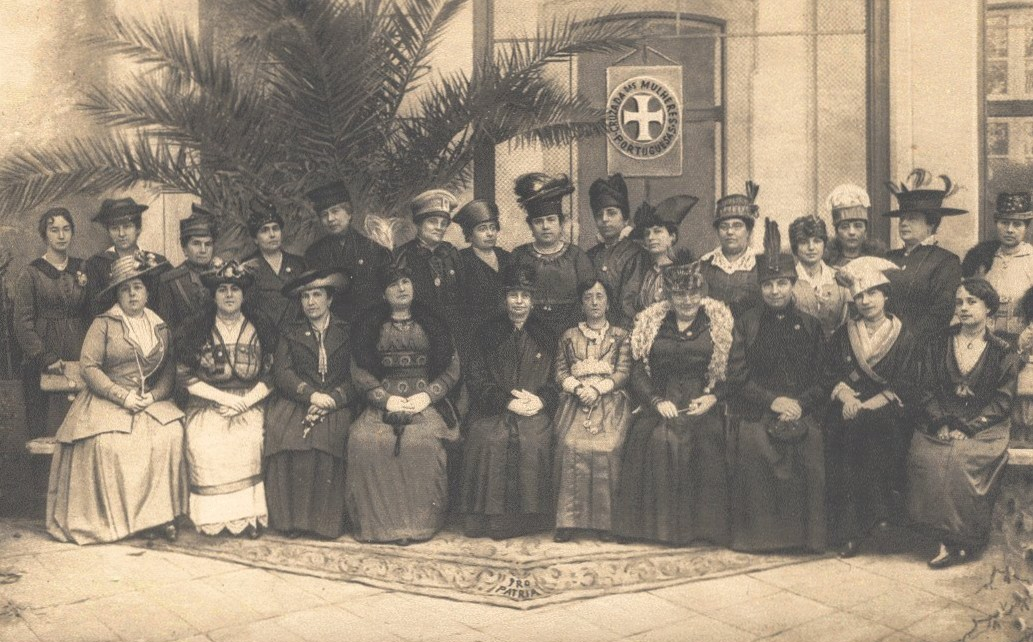
Elementos da Cruzada das Mulheres Portuguesas e o seu estandarte (1916)

 Com o eclodir da Primeira Grande Guerra e a eminente participação de Portugal no conflito, em 1916, fundou a organização de beneficência feminina e feminista Cruzada das Mulheres Portuguesas (CMP), inspirada no movimento francês La Croisade des Femmes Françaises e antecedida pela Comissão Feminina "Pela Pátria" (1914) de Ana de Castro Osório, Ana Augusta de Castilho, Antónia Bermudes e Maria Benedita Mouzinho de Albuquerque Pinho, com o intuito de não só auxiliar as famílias e os soldados mobilizados para integrar o Corpo Expedicionário Português, como também de formar enfermeiras, que pretendessem ir para a frente de combate, auxiliando os feridos em hospitais militares portugueses e de campanha na frente europeia e africana, numa prova de verdadeiro esforço de guerra, entre tantas outras iniciativas. O núcleo fundador da Cruzada contava, no seu primeiro ano, com 80 sócias, sendo estas, na sua maioria, senhoras pertencentes às famílias dos ministros e parlamentares do governo, assim como algumas ilustres médicas, jornalistas, escritoras, professoras, e outras com carreiras intelectuais. Como tal, alguns membros da família da Primeira-dama, incluindo quatro das suas filhas (Elzira Severina, Maria Francisca, Joaquina Mariana e Jerónima Rosa Dantas Machado), tornaram-se em alguns dos mais reconhecidos rostos do movimento de beneficência, fazendo parte dos quadros da organização, com uma presença diária bastante activa nas várias iniciativas, muitas vezes enveredando também nos próprios cursos de enfermagem, organizados por Alzira Costa, Sofia Quintino e Francisco Gentil, e trabalhando nos hospitais. Num artigo publicado pela revista semanal Ilustração Portuguesa, sobre as jovens enfermeiras formadas nas suas escolas, três das suas filhas são fotografadas com vestes de enfermeiras.  

#### Primeiro Exílio

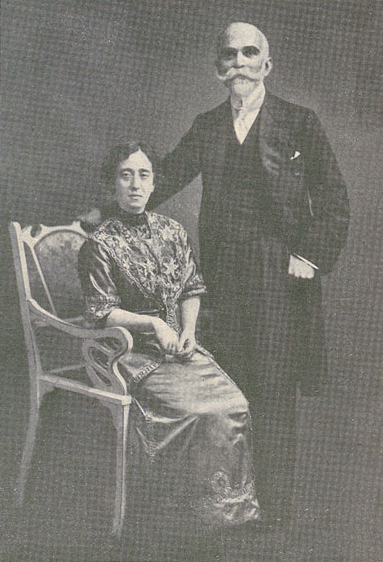
Elzira Dantas Machado e Bernardino Machado (1915)

Em Dezembro de 1917, a Junta Revolucionária Sidonista destituiu o seu marido do cargo de Presidente da República, forçando Elzira e Bernardino Machado a fugirem com os seus filhos e filhas para França.

Durante o exílio, o casal fixou-se inicialmente em Paris, contudo com o prolongar da sua difícil situação, Bernardino Machado começou a viajar para várias cidades no norte e sul de França em busca de apoio político para a sua causa, encontrando-se com altas individualidades francesas e inglesas. Elzira nunca deixou o seu lado, tomando também parte na discussão sobre o estado do país e pouco tempo depois, decidiu renunciar ao cargo de presidente da Cruzadas das Mulheres Portuguesas (CMP), por sentir não lhe ser possível gerir, proteger e ajudar a sua organização de tão longe. Em assembleia-geral, a CMP respondeu nomeando-a presidente honorária.

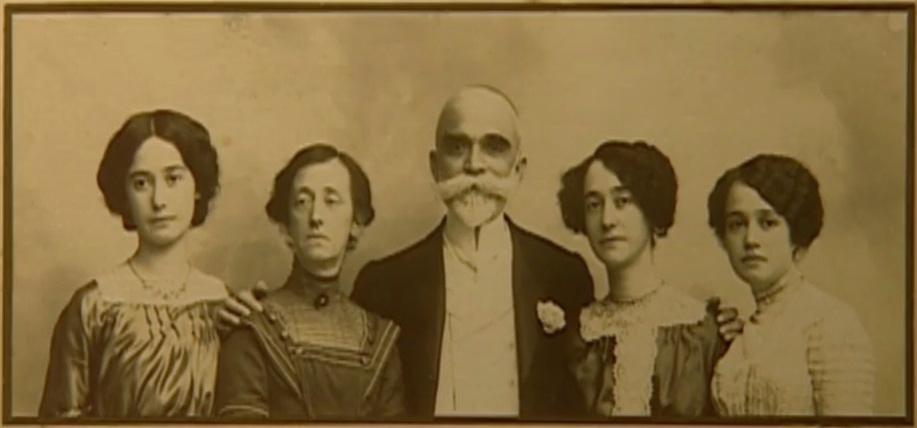
Retrato de Bernardino Machado e Elzira Dantas Machado com três das suas filhas (da esquerda para a direita: Maria Francisca, Rita e Joaquina)

 Em Abril de 1918, mudaram-se para Hendaye, na Aquitânia, onde a sua filha Maria Francisca viria a falecer inesperadamente, vítima da pneumónica, com 29 anos de idade. Este evento marcou toda a família, de forma bastante profunda, levando Bernardino a escrever o livro "Maria" (1921), como testemunho de vida e memória da sua amada filha, e Elzira a afastar-se da esfera pública e de grandes eventos sociais. Sendo Maria Francisca um dos rostos mais conhecidos das Cruzada das Mulheres Portuguesas e membro da Liga Republicana das Mulheres Portuguesas, a sua morte foi noticiada com pesar em diversos jornais portugueses.
Oito meses depois, com o homicídio de Sidónio Pais, a 14 de Dezembro de 1918, e o fim da ditadura da República Nova, o casal aguardou em vão pela chamada de Portugal para o cumprimento do mandato presidencial, desconhecendo que poucos queriam Bernardino Machado de volta, preferindo antes a eleição de João do Canto e Castro. Tendo finalmente em conta as circunstâncias de então, o seu marido decidiu renunciar ao cargo, através de carta enviada, recebendo autorização para regressar com a sua família a Portugal somente em Agosto do ano seguinte.
Entretanto, em 12 de junho de 1919, foi concedida à Cruzada das Mulheres Portuguesas a Grã-Cruz da Ordem Militar da Torre e Espada. No mesmo dia, Elzira Dantas Machado foi condecorada com a Grã-Cruz da Ordem Militar de Cristo, pelo seu trabalho humanitário, social e solidário.
De volta à sua casa em Portugal, nos seguintes anos, Elzira Dantas Machado dedicou-se à sua família, tornando-se cada vez mais recatada, longe da vida social de antes, sem no entanto cessar as suas actividades solidárias.

#### Segundo Exílio
Em 1925, num contexto de enorme perturbação política e social, Bernardino recandidatou-se novamente à presidência da República, vencendo por uma larga margem. Contudo, a crescente onda de descontentamento gerou um novo golpe de estado, a 28 de Maio de 1926, a partir de Braga, formalmente sob a liderança do general Gomes da Costa, herói das campanhas africanas e da Primeira Guerra Mundial, e em Lisboa, por Mendes Cabeçadas. Sem alternativa, Bernardino cedeu e demitiu-se.
Após o abandono do cargo de Presidente, o casal continuou a viver na sua casa de Cruz Quebrada, em Oeiras, mas por pouco tempo, sendo, em Fevereiro de 1927, expulsos do território nacional por serem considerados uma ameaça para o governo e a estabilidade política. Novamente, Elzira Dantas Machado acompanhou o seu marido para o exílio. Inicialmente fugiram para Vigo, seguindo-se Corunha, em Espanha, e depois Cambo-les-Bains, Paris, Bayonne, Ustaritz e Biarritz, entre outras tantas cidades de França.    
Em 1929, a sua filha Jerónima Dantas Machado casa em Paris, com o escritor Aquilino Gomes Ribeiro. 
Quando é proclamada a República em Espanha, fixam-se com a sua família em La Guardia, na Galiza, mas o Estado Novo começara a pressionar as autoridades espanholas para conseguir o internamento dos chefes oposicionistas exilados longe da fronteira com Portugal. No Verão de 1935, o governo espanhol cedeu, obrigando-os mais uma vez a fugir, primeiro para a Corunha, depois para Madrid, Valência e finalmente Paris, onde se juntaram a familiares e amigos a viver também no exílio. Durante treze anos viveu longe de Portugal. Desses anos amargurados, Elzira deixou o testemunho "Contos - Para os Meus Netos", escrito durante a sua estadia em La Guardia, em 1934.

#### Fim de Vida
Em 1940, quando os exércitos alemães invadiram a França, em plena Segunda Guerra Mundial, Elzira e Bernardino Machado regressaram a Portugal, convictos de que o país seria chamado a intervir no conflito, acompanhados por um grupo de exilados políticos, entre os quais Jaime Cortesão. Como punição ou por receio, foi-lhes imposta residência permanente a norte do Douro. Elzira passou então a residir com o seu marido no palacete de Mantelães, em Formariz, Paredes de Coura, pertencente à sua família paterna.
A 22 de Abril de 1942, Elzira Dantas Machado morreu no Hospital da Ordem Terceira de São Francisco, no Porto, com 76 anos de idade. Foi sepultada no jazigo da família do Barão de Joane, no Cemitério Municipal de Vila Nova de Famalicão.

## Homenagens e Legado

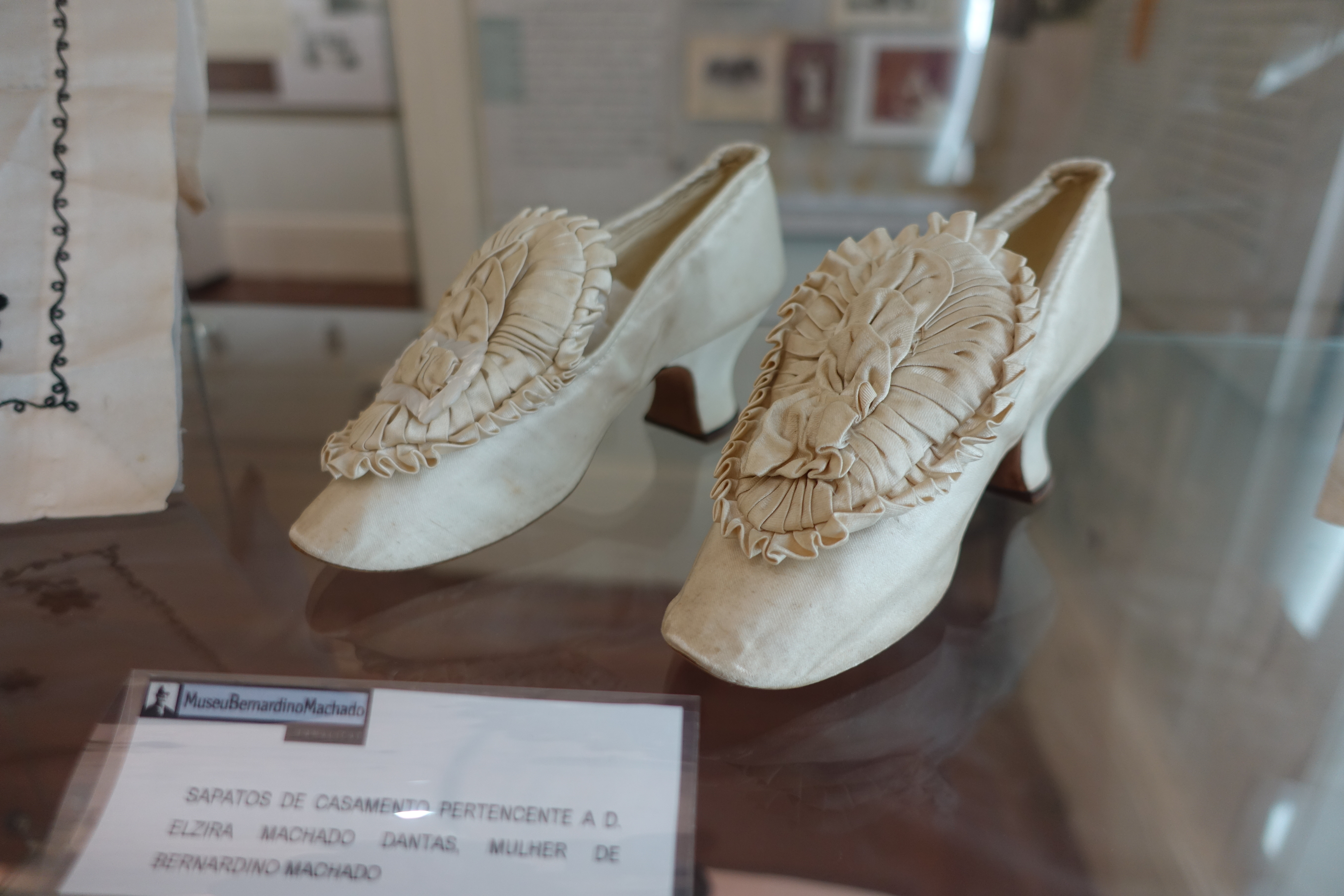
Sapatos usados por Elzira Dantas Machado no seu casamento, expostos no Museu Bernardino Machado em Vila Nova de Famalicão

Em 1995, após a Mostra Nacional do acervo de Bernardino Machado, doado pelos seus familiares ao município, a Câmara Municipal de Vila Nova de Famalicão decidiu preservar o legado do antigo estadista e da sua família ao instalar, no antigo palacete do Barão de Trovisqueira, o Museu Bernardino Machado, dignificando assim a sua memória. No seu interior é possível encontrar fotografias, cartas, peças de vestuário e outros objectos pertencentes ao espólio pessoal de Elzira e Bernardino Machado.
No âmbito das comemorações do centenário da implantação da República Portuguesa, em 2010, a Câmara Municipal de Paredes de Coura celebrou a vida e história do casal republicano ao descerrar uma placa comemorativa na antiga residência destes, no Palácio de Mantelães, em Formariz.
A 28 de Fevereiro de 2011 foi celebrado o Dia de Homenagem a Elzira e Rita Dantas Machado, por iniciativa da Câmara Municipal de Vila Nova de Famalicão, o Museu Bernardino Machado e a CIVITAS BRAGA - Associação para a Defesa e Promoção dos Direitos dos Cidadãos, sendo realizadas conferências e palestras, sessões musicais e ainda a apresentação do livro de Fina D’Armada, “As Mulheres na Implantação da República”. Foi ainda colocada uma placa comemorativa do dia de homenagem às feministas republicanas no jardim da Biblioteca Municipal Camilo Castelo Branco.
Na toponímia nacional, o seu nome foi atribuído a uma praça em Vila Nova de Famalicão.